# Darıyeri Hasanbey, Kaynaşlı
Darıyerihasanbey là một xã thuộc huyện Kaynaşlı, tỉnh Düzce, Thổ Nhĩ Kỳ. Dân số thời điểm năm 2010 là 1.778 người.